# Leandro Fernández de Moratín

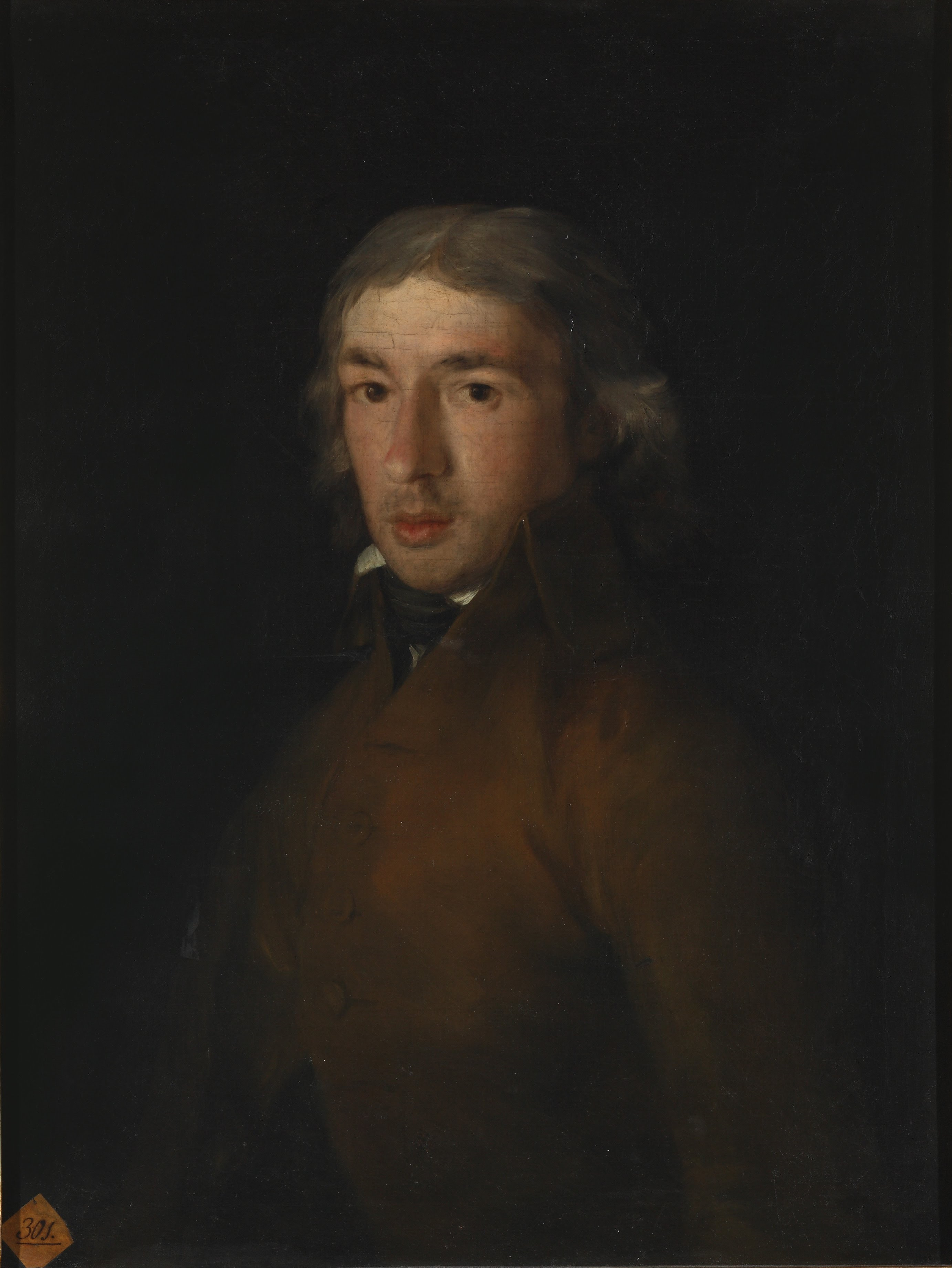
Leandro Fernández de Moratín, pictat de Francisco de Goya

Leandro Fernández de Moratín (n. 10 martie 1760 la Madrid - d. 21 iunie 1828 la Madrid) a fost un scriitor și traducător spaniol, exponent al clasicismului din această țară.
Tatăl său a fost scriitorul Nicolás Fernández de Moratín.
A scris comedii reprezentând tablouri de moravuri ale timpului, caracterizate prin grația ingenuă, satira nemiloasă, echilibrul și simplitatea stilului.
A mai scris și ode, balade, epistole în manieră horațiană.
A tradus din Shakespeare și Molière.

## Scrieri
- 1789: Le derrota de los pedantes ("Deruta pendanților");
- 1792: La comedia nueva o el café ("Comedia nouă sau cafeneaua");
- 1804: La mojigata ("Fățarnica");
- 1805: El sí de las niñas ("Da-ul fetelor"), capodopera sa.